# Röthsee (Schönwalde)
Der Röthsee ist ein See bei Schönwalde im Landkreis Vorpommern-Greifswald in Mecklenburg-Vorpommern.
Das etwa 1,8 Hektar große Gewässer befindet sich im Gemeindegebiet von Schönwalde, wobei sich der Ort Schönwalde am westlichen Ufer befindet. Der See hat keine natürlichen Ab- oder Zuflüsse. Die maximale Ausdehnung des Röthsees beträgt etwa 240 mal 130 Meter.
Der Röthsee ist ein beliebter Bade- und Angelsee. Er gehört zum Angelverein Schönwalde e.V. mit Sitz in Dargitz. Am vorderen Ufer befindet sich eine Badestelle mit Pavillon und überdachter Sitzgelegenheit. Auch kann dort gegrillt werden und es gibt eine Fläche für Tanz und andere Veranstaltungen. Für die jungen Einwohner sind ein kleiner Spielplatz sowie ein Volleyballfeld angelegt worden.
Hauptfischarten im Röthsee sind Barsche, Hechte, Aale, Karpfen, Brachsen und Rotauge.